# Винница (гмина)
Винница (пол. Winnica) — сельская гмина (уезд) в Польше, входит как административная единица в Пултуский повет, Мазовецкое воеводство. Население — 4124 человека (на 2004 год).

## Демография
| Перепись                       | Всего   | Всего | Женщины | Женщины | Мужчины | Мужчины |
| ------------------------------ | ------- | ----- | ------- | ------- | ------- | ------- |
| Единицы                        | человек | %     | человек | %       | человек | %       |
| Население                      | 4124    | 100   | 2050    | 49,7    | 2074    | 50,3    |
| Плотность населения (чел./км²) | 35,8    | 35,8  | 17,8    | 17,8    | 18      | 18      |

## Сельские округа
1. Беляны
2. Блендостово
3. Бродово-Бомболы
4. Буды-Зброшки
5. Домослав
6. Глинице-Доманево
7. Глинице-Вельке
8. Гнаты-Левиски
9. Гнаты-Весняны
10. Голёндково
11. Гурки-Бадки
12. Гурки-Дуже
13. Гурки-Витовице
14. Камённа
15. Лахонь
16. Мешки-Кулиги
17. Мешки-Лесники
18. Павлово
19. Поняты-Циборы
20. Поняты-Вельке
21. Повелин
22. Рембково
23. Скаржыце
24. Скороше
25. Скорошки
26. Скужнице
27. Смогожево-Паньске
28. Смогожево-Влосчаньске
29. Старе-Бульково
30. Винница
31. Винничка
32. Зброшки

## Поселения
1. Бяле-Блото
2. Бродово-Виты
3. Гатка
4. Гнаты-Щербаки
5. Гурка-Повелиньска
6. Нове-Бульково

## Соседние гмины
1. Гмина Гзы
2. Гмина Насельск
3. Гмина Покшивница
4. Гмина Пултуск
5. Гмина Сероцк
6. Гмина Сверче